# Jean-Luc Arblay
Jean-Luc Arblay est un footballeur français né le 25 janvier 1954 à Clamecy (Nièvre).

## Biographie
Après avoir été la doublure de Guy Formici, il devient le gardien titulaire du Troyes AF avant la dissolution du club champenois en 1979. 
Au total, il joue 24 matchs en Division 1 avec Troyes.
Sa taille est de 1,76 m.

## Carrière du joueur
- FC Metz
- 1971-1979 : Troyes AF
- 1979-1981 : FC Gueugnon[1]

## Source
- Col., Football 77, Les Cahiers de l'Équipe, 1976, cf. page 70.